# 그 여자, 그 남자
"그 여자, 그 남자"는 1993년에 개봉한 대한민국의 영화이다.

## 캐스팅
- 강수연 : 은 역
- 이경영 : 창 역
- 김성수 : 석 역
- 하유미 : 숙 역
- 양택조 : 심 부장 역
- 양희경 : 말자 역
- 양형욱 : 동료 박 역
- 조선묵 : 편집기사 역
- 최천심 : 명주 역
- 엄춘배 : 닥터 심 역
- 우승재 : 여기자 역
- 한태일 : 중년 역
- 유명순 : 숙 엄마 역
- 문미봉 : 석 엄마 역
- 안진수 : 정치인 역
- 노주연 : 심재봉 역
- 허강용 : 배달원 역
- 전수환 : 남앵커 역
- 김지수 : 여앵커 역
- 이지선 : 간호사 1 역
- 윤공주 : 간호사 2 역
- 강현진 : 간호사 3 역
- 최은경 : 간호사 4 역
- 윤용현 : 기자 1 역
- 이진선 : 기자 2 역

## 수상
- 1994년 제30회 백상예술대상
  - 영화부문 인기상 - 강수연, 이경영